# Hrnčiarske Zalužany
Hrnčiarske Zalužany (em húngaro: Fazekaszsaluzsány) é um município da Eslováquia, situado no distrito de Poltár, na região de Banská Bystrica. Tem 6,1 km² de área e sua população em 2018 foi estimada em 873 habitantes.

## Demografia
| Ano:        | 1994 | 2004   | 2014   | 2024   |
| ----------- | ---- | ------ | ------ | ------ |
| Broj ljudi: | 847  | 857    | 874    | 812    |
| Razlika:    |      | +1,18% | +1,98% | -7,09% |

| Ano:               | 2023 | 2024   |
| ------------------ | ---- | ------ |
| Número de pessoas: | 834  | 812    |
| Diferença:         |      | -2,63% |